# Quebrada de las Zorras
La quebrada de las Zorras es un curso natural de agua que nace en cerca del límite internacional de la Región de Antofagasta y fluye hacia el oeste hasta sumirse en la cuenca endorreica del salar Punta Negra.

## Trayecto
El salar recibe desde el sur también aguas del río Frío. Por el oriente le llegan además de esta quebrada del río, las quebradas de las Zorritas, El Salto, Cachiyuyo, Llullaillaco, de La Barda, Tocomar y Barrancas Blancas.

## Caudal y régimen
En verano lleva 40 l/s.: 957 

## Historia
Luis Risopatrón lo describe en su Diccionario jeográfico de Chile (1924):: 957 
Zorras (Quebrada de las). 24° 30' 68° 40' Lleva agua salada, con 3,3 gramos de sales por litro, que deposita en todas partes, en costras compuestas de sal común i de sulfato de soda; es buena sin embargo para tomar i se ha medido, en ella 18° C de temperatura en su parte superior, siendo 10° C la del aire. Corre superficialmente unos 12 kilómetros hacia el W, entre un poco de vejetacion i vegas i pasa por la falda S del cerro Vetas, en un fondo de 30 a 200 m de ancho de cascajo i tierra, cubierto en su mayor parte por una costra blanca salina i con pendiente bastante pronunciada; lleva unos 40 litros de agua por segundo en el verano, con abundancia de sulfato de cal i se consume por filtración. Está bordeada de paredes escarpadas, de sienita la del S, que presenta encima una capa casi horizontal de 3 a 6 m de espesor de conglomerado, mientras que la falda opuesta es menos alta, menos escarpada e interrumpida por pequeñas quebradas. 61, CXLVI, p. 333; 99, p. 38; 133, p. 4 i 40 i carta de Moraga (1916); 134; 137, carta ii de Darapsky (1900); 150, p. 73 i 75; 153; mal ubicada en 156; i 161, i, p. 123; i II, p. 87; arroyo en 98, ii, p. 520; i valle en 98, ni, p. 203; i quebrada Zorros en 1, x, p. 205.
Perteneciente a este accidente geográfico, Risopatrón describe unas vegas:
Zorras de Guanaqueros (Vegas de las). 24° 29' 68° 44' Ofrecen agua i leña de buena calidad que las hacen un excelente punto de alojamiento i se encuentran a 3 983 m de altitud, en la quebrada de Las Zorras. 98, III, p. 156; 99, p. 38, 109 i 134; vega del Guanaquero o de Zorras del Guanaquero en 161, i, p. 123; i Zorras en 1, x, p. 288 i carta de Bertrand (1884); 2, 7, p. 73; 98, ni, p. 156 i carta de San Román (1892).; 133, carta de Moraga (1916); i 156.
Esta no debe ser confundida con la quebrada Guanaqueros, que está emplazada más al norte.